# Kleine buideleikelmuis
De kleine buideleikelmuis (Cercartetus nana) is een klimbuideldier uit het geslacht der buidelslaapmuizen (Cercartetus). De kopromplengte van de dieren is 7 tot 9,5 cm en hebben een vacht met een saai grijze kleur die bijna wit is aan de buikkant, met uitzondering van zwartige vlek rond elk van de ogen, een lange grijpstaart van 8 tot 11 cm, poten met vijf vingers met inbegrip van een opponeerbare duim en grote teen, waarbij de tweede en derde teen over een deel van de lengte zijn vergroeid maar wel afzonderlijke nagels hebben, en twee, recht naar voren wijzende snijtanden in de onderkaak. De kleine buideleikelmuis is een buideldiertje met de grootte van een kleine muis. Deze soort onderscheidt zich door zijn lange levensduur, het vermogen om een winterslaap te houden en het dier is waarschijnlijk een belangrijke bestuiver van verschillende grootbloemige plantensoorten. De kleine buideleikelmuis is endemisch in het zuidoosten van Australië waar deze gevonden wordt in allerlei verschillende vegetatietypen, maar het Banksia-bos heeft waarschijnlijk de voorkeur. Deze soort is een punt van zorg In verschillende Australische staten staat de soort onder druk door verlies van leefgebied, terreinbranden op de verkeerde momenten en uitheemse roofdieren.

## Beschrijving

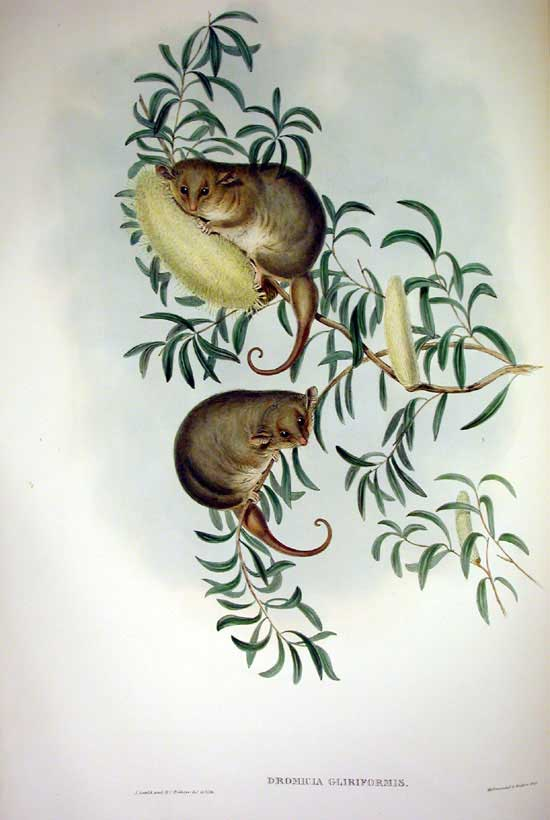
De kleine buideleikelmuis afgebeeld in John Gould's Mammals of Australia (1863)

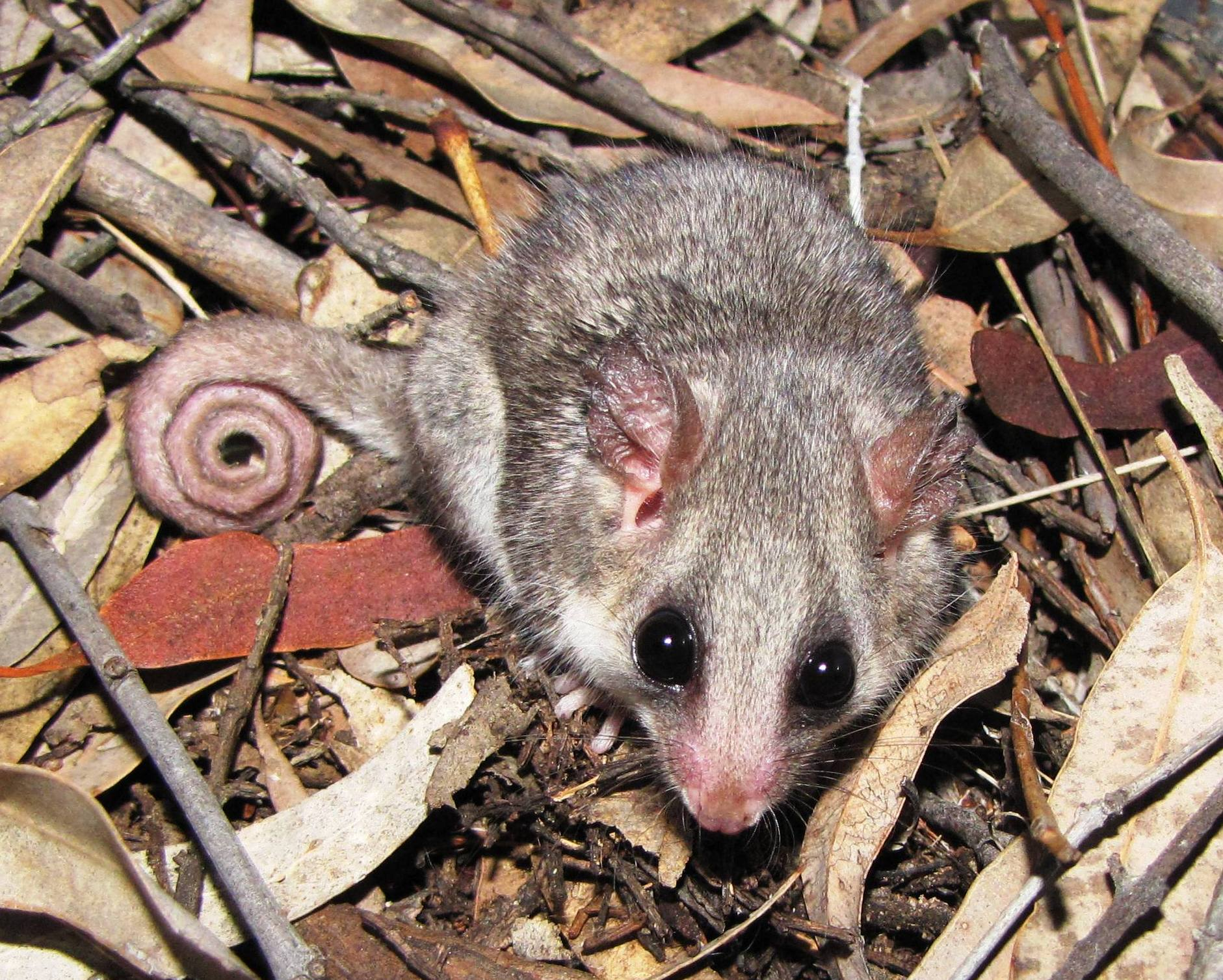

De kleine buideleikelmuis heeft een kegelvormige kop met een korte snuit, lange snorharen, grote, donkere, naar voren gerichte ogen en grote, dunne, bijna kale oren die kunnen worden opgericht of gevouwen, afhankelijk van de activiteit en de omgevingstemperatuur. De staart is cilindrisch van vorm, behalve de basis, die opgezwollen kan zijn. Dat de staart als geheel is opgezwollen wordt vaak gezien bij in gevangenschap levende exemplaren, maar de opslag van vet in de staart is veel minder duidelijk in het wild. De vacht is dik aan de staartbasis en wordt geleidelijk dunner naar de punt toe. De algemene kleur van het de vacht op de rug is dofgrijs, aan de buikkant bijna wit. De vacht is samengesteld uit fijne zachte haren die in dwarsdoorsnede cirkelvormig zijn met een maximale diameter van de beschermharen van 25 µm en een maximale lengte van 1 cm. Elk oog is omgeven door een vaag afgegrensde donkere ring. Uit de snuit steken aan de zijkanten lange snorharen. Mannetjes en vrouwtjes zijn even groot met een kop-romplengte van 7 tot 9,5 cm, een staart van 8,5 tot 11 cm lang, achterpoten van 1,1 tot 1,5 cm. Dieren uit West- en Midden-Victoria over het algemeen kleiner dan die uit Oost-Victoria en New South Wales. volwassen dieren variëren in gewicht van 17,5 tot 42,5 g. Zogende vrouwtjes die buideljongen dragen, zijn aanzienlijk zwaarder dan andere volwassenen. Het is algemeen bekend dat calorierijke voeding in gevangenschap kan leiden tot overgewicht. De voor- en achterpoten hebben vijf vingers respectievelijk tenen met inbegrip van een opponeerbare duim en grote teen, waarbij de tweede en derde teen over bijna de hele lengte zijn vergroeid maar nog wel afzonderlijke nagels hebben. De hand is nogal menselijk met vijf vingers en vijf tenen, maar het kussentje op elke vinger en teen is verdeeld in twee lobben.

### Anatomie
De schedel van de kleine buideleikelmuis is fragiel met een smalle, spitse snuit en een slanke jukbeenboog. De tandformule van de kleine buideleikelmuis is 3.1.3.31.0.4.3 × 2 = 36, dat wil zeggen drie snijtanden, een hoektand, drie valse kiezen en drie ware kiezen in elke helft van de bovenkaak, en een snijtand, geen hoektanden, vier valse kiezen en drie ware kiezen in elke helft van de onderkaak. Zoals bij alle klimbuideldieren is er maar een paar snijtanden in de onderkaak en dat is recht naar voren gericht in plaats van naar boven recht tegenover de snijtanden van de bovenkaak zoals andere buideldieren en placentadieren met ondersnijtanden. Bij deze soort is uitzonderlijk dat de vierde valse kies in de onderkaak opvallend groot is, met een enkele knobbel en twee wortels. De buidel van het vrouwtje is goed ontwikkeld en typerend voor klimbuideldieren. Het opent naar boven en bevat meestal vier tepels, maar soms zijn er ook twee rudimentaire tepels aanwezig. Mannetjes hebben een aan de top gevorkte penis en twee teelballen. De teelballen en bijballen bevinden zich in een niet-hangende, behaarde balzak voor de donker gepigmenteerde opening waar de penis uit tevoorschijn komt.

### Ontwikkeling
Vrouwtjes in het wild produceren meestal twee keer, soms drie keer per jaar een worp van gemiddeld vier jongen, afhankelijk van de beschikbaarheid van voedsel. In Victoria vinden geboorten voornamelijk plaats van november tot maart, maar in gebieden waar de favoriete voedselplant, Banksia, ook in de winter bloeit, plant de soort zich hele jaar door voort. In het noorden van New South Wales worden jongen geboren van december tot juni en op Tasmanië tussen augustus en oktober. De draagtijd van de kleine buideleikelmuis is ten minste een maand, de verblijftijd in de buidel is 33-37 dagen, het spenen vindt plaats na 60-65 dagen en het volwassen lichaamsgewicht wordt bereikt na ongeveer 150 dagen. Vrouwtjes hebben 4–6 tepels. Meestal zijn er vier jongen, maar soms vijf en bij uitzondering zes, en in dat geval heeft zich voor ten minste elk jong een tepel ontwikkeld. De meeste nakomelingen verlaten de moeder bij een gewicht van 9–11 g, wanneer ze ouder zijn dan tweeënhalve maand, maar sommigen trekken nog een poos daarna met de moeder op totdat ze een gewicht van 21 g hebben bereikt. De diertjes kunnen zich in het wild al vanaf een leeftijd van ongeveer drie maanden voortplanten, afhankelijk van de beschikbaarheid van voedsel en het seizoen. Vrouwtjes in gevangenschap kunnen zo'n zeven jaar oud worden. In het wild leven vrouwtjes minstens drie jaar en mannetjes vijf jaar. De ongebruikelijke lange levensduur voor zo'n kleine soort kan samenhangen met het aandeel van de winterslaap in het totale leven.

### Chromosomen
Dwergbuidelmuizen, zoals de kleine buideleikelmuis, hebben 7 paar homologe chromosomen (2n=14), waarbij vrouwtjes twee X-chromosomen hebben en mannetjes een X- en een Y-chromosoom.

### Verschillen met andere dwergbuidelmuizen
De vacht van de buideleikelmuis is aan de buikzijde zuiver wit, ook op de kin en onderkaak en dit kleurvlak is scherp afgegrensd van de kaneelgrijze vacht aan de rugkant, en de staart is langer dan de lengte van kop en romp samen. bij alle andere buidelslaapmuizen is de buikzijde grijzig. De kleinste dwergbuidelrat weegt hooguit 9 gram terwijl volwassen exemplaren van alle andere soorten buidelslaapmuizen duidelijk zwaarder zijn dan 9 gram. De Papoeabuidelslaapmuis heeft een staart die langer is dan 14 cm, terwijl de kleine buideleikelmuis een staart heeft van hooguit 10 cm. De buidelslaapmuizen (geslacht Cercartetus) kunnen worden onderscheiden van de vliegende buidelmuizen (geslacht Acrobates) door het ontbreken van zowel een vlieghuid als twee rijen, lange stijve haren die de staart omzomen. Ze verschillen van de bergdwergbuidelmuis (Burramys parvus) die een behaarde staart heeft die nooit opgezwollen is door de opslag van vet, en een hele grote derde valse kies heeft. De vederstaartbuidelmuis uit Nieuw-Guinea heeft twee rijen, lange stijve haren langs de staart en een scherp afgegrensd, zwart "boevenmasker".

## Taxonomie
De eerste beschrijving van de kleine buideleikelmuis door Anselme Gaëtan Desmarest in 1817, verzameld op Tasmanië, vermeldt Étienne Geoffroy Saint-Hilaire als bron van de naam Phalangista nana. Het is echter niet bekend dat Saint-Hilaire in zijn eentje verantwoordelijk is. In dit geval, in afwachting van een beslissing van de Internationale Commissie voor Zoölogische Nomenclatuur, is het claimen van auteurschap voor Desmarest gerechtvaardigd. Als Saint-Hilaire de bron van de naam zou zijn zonder deze correct te publiceren, zou het auteurschap veranderen in (Saint-Hilaire ex Desmarest). In 1829 beschreef Thomas Bell een exemplaar uit New Holland (nu Australië) als Phalangista gliriformis. Samuel Frederick Gray verplaatste de soort van Desmarest naar het geslacht Dromicia, waardoor de nieuwe combinatie Dromicia nana in 1841 ontstond, en verplaatste de door Bell onderscheiden soort in 1843 en creëerde daarmee de combinatie Dromicia gliriformis. George Robert Waterhouse besloot in 1846 om Dromica te degraderen tot een ondergeslacht van Phalangista, waardoor de naam Phalangista (Dromicia) nana ontstond. In 1863 onderscheidde Gerard Krefft Dromicia unicolor van het Australische vasteland, terwijl Frederic Wood Jones Dromica britta in 1926 beschreef vanuit Zuid-Australië. In 1934 werd de huidige combinatie Cercartetus nana voor het eerst toegepast door Tom Iredale en Ellis Le Geyt Troughton. De kleine buideleikelmuis wordt gerekend tot de orde Diprotodontia (klimbuideldieren), onderorde Phalangeriformes, superfamilie Phalangeroidea, familie Burramyidae (buidelslaapmuizen). Het geslacht Cercartetus bevat vier soorten die op dit moment nog op aarde voorkomen, naast de kleine buideleikelmuis (Cercartetus nana) zijn dat de Papoeabuidelslaapmuis (Cercartetus caudatus), de buideleikelmuis (Cercartetus concinnus) en de kleinste dwergbuidelrat (Cercartetus lepidus). Er worden momenteel twee ondersoorten onderscheiden:
Er worden twee ondersoorten erkend:
- Cercartetus nana nana (Desmarest, 1818) – komt voor op Tasmanië en de eilanden in Straat Bass, zoals Flinderseiland.
- Cercartetus nana unicolor (Krefft, 1863) – komt voor op het Australisch vasteland.

### Verwantschap
Vergelijking van homoloog DNA heeft meer inzicht gegeven in de verwantschap van de kleine buideleikelmuis. In het geslacht Cercartetus zijn de kleine buideleikelmuis en de buideleikelmuis het meest aan elkaar verwant. Het enige andere geslacht in de familie Burramyidae is de bergdwergbuidelmuis.

### Fossielen
Fossielen van de kleine buideleikelmuis zijn gevonden in meer dan 50 afzettingen. De oudste fossiele botten van C. nana zijn afkomstig uit Cathedral Cave in het Nationaal park Naracoorte Caves, een werelderfgoedlocatie van ongeveer een half miljoen jaar oud.

## Fysiologie
De kleine buideleikelmuis heeft periodes van enkele dagen of weken, wanneer het dier zich heeft opgerold, niet op externe prikkels reageert, een sterk verlaagde hartslag, lichaamstemperatuur, stofwisseling en ademhalingssnelheid heeft (inclusief periodes van apneu) en veel minder zuurstof verbruikt. Sommige wetenschappers beschouwen dit als een echte of diepe winterslaap. Het begin van zulke periodes is onafhankelijk van het seizoen, het tijdstip van de dag en de omgevingstemperatuur. De lichaamstemperatuur wordt tijdens zo'n periode op 2–3 °C boven de omgevingstemperatuur gehouden, terwijl de lichaamstemperatuur van actieve dieren tussen de 32–38 °C ligt. De maximale geregistreerde periode is 35 dagen, wat een van de langste periodes is bij welk zoogdier dan ook. De lichaamstemperatuur van de dieren daalde tot een minimum temperatuur van ongeveer 1 °C. Het zuurstofverbruik, een maatstaf voor de stofwisseling, kan bij deze dieren in verstijving minder dan 2% van de basisstofwisseling in rust zijn. Bij 38 °C kan de kleine buideleikelmuis languit op zijn rug liggen met gespreide benen en volledig uitgezette oren, zonder aan de huid te likken of te hijgen, maar met verhoogde ademhaling. Bij lage temperaturen kunnen dieren rillen. Tijdens de rustperiode neemt de kleine buideleikelmuis een typische winterslaaphouding aan. Het diertje krult zich op tot een bal, de ogen gesloten, de oren gevouwen en naar beneden gebogen, en de staart opgerold in een platte spiraal. Bij het ontwaken uit de rustperiode ontrolt het dier eerst het lichaam, hervindt het evenwicht van de poten, ontvouwt de oren en tilt ten slotte zijn kop op.

## Gedrag
Een verscheidenheid aan holtes wordt gebruikt als schuilplaats, maar boomholten en stronken lijken de voorkeur te hebben. Verder worden soms gaten in de grond gebruikt en dicht struikgewas zoals grasbomen (Xanthorrhoea). De soort gebruikt ook vogelnesten als schuilplaats, bijvoorbeeld die van witooghoningeter en geelkeelstruiksluiper. Nesten worden waarschijnlijk uitsluitend bebouwd door vrouwtjes met jongen. Er zijn bolvormige schorsnesten beschreven met een diameter van meer dan 6 cm. Nestmateriaal kan ook bestaan uit vers groen blad. Er wordt regelmatig van nestplaats gewisseld en ze lijken niet uitsluitend door een enkel dier of een groep dieren te worden gebruikt. Vrouwtjes met grote jongen gebruiken over het algemeen grotere holtes en nestmateriaal wordt soms toegevoegd om aan de groeiende behoefte aan ruimte te voldoen. De kleine buideleikelmuis wordt 4-40 minuten na zonsondergang actief in hun nest en verlaat het nest meestal binnen 1 uur nadat het donker is geworden. Ze kunnen het meest actief zijn in de 1e helft van de nacht of rond middernacht. De soort is zeer mobiel en kan zich door de kleinste takken van bomen en struiken verplaatsen met behulp van de grijpstaart. Dieren bewegen zich regelmatig door lage vegetatie zoals B. spinulosa en B. integrifolia op een hoogte van 1 à 2 m. In regenwouden waar hogere bomen de overhand hebben, kunnen ze zich op meer dan 12 m boven de grond verplaatsen. Maar in verbrande heide, waar bomen schaars of afwezig zijn, beweegt de soort zich vooral over de grond. De dieren leggen maximaal 450 m gedurende een nacht en 100 meter per uur. Mannetjes leggen vaak grotere afstanden af dan vrouwtjes. Jongen klampen zich vast aan de rug van hun moeder.

### Groepsrelaties
Het sociale gedrag van de kleine buideleikelmuis wordt nog slecht begrepen. De soort is waarschijnlijk promiscue en normaal op zichzelf, maar individuen delen regelmatig nesten, meestal moeders met jongen, minder vaak meerdere volwassen mannetjes of onafhankelijke jongen, zelden groepen van mannetjes en vrouwtjes of van uitsluitend vrouwtjes.

### Communicatie
De anaalklieren van de kleine buideleikelmuis produceren een geurige afscheiding die wellicht een rol speelt bij de communicatie tussen de soortgenoten.

## Ecologie
Over zijn hele verspreidingsgebied beweegt de kleine buideleikelmuis zich vooral in de hogere struiken en lagere bomen in regenwoud, droge en vochtige bossen, struikgewas en heide. Desondanks is het verspreidingsgebied gefragmenteerd en het aantal dieren meestal gering.

### Voedsel
De kleine buideleikelmuis is een alleseter, maar men denkt dat zijn dieet voornamelijk uit nectar en stuifmeel bestaat. Fijne papillen op de tong helpen enorm bij de opname van deze voedselsoorten. Het diertje voedt zich ook uitgebreid met zaden, fruit en ongewervelde dieren, en wisselt tussen voedselsoorten afhankelijk van hun beschikbaarheid. Ongewervelde dieren die in gevangenschap worden geconsumeerd zijn onder meer bidsprinkhanen, termieten, schorpioenen en spinnen. Eerst worden de vleugels afgebeten en daarna worden de lijfjes opgegeten. Stuifmeel is een belangrijke eiwitbron voor individuen van kleine buideleikelmuis, omdat stuifmeelkorrels 60-90% uitmaken van de uitwerpselen. Om voldoende stuifmeel te kunnen oogsten volstaan de bloemtrossen van zo'n 7 of 8 Banksia-struiken per nacht. Die leveren het meeste eiwit tijdens het hoogtepunt van het bloeiseizoen, maar daarbuiten zijn insecten waarschijnlijk een belangrijkere eiwitbron. De voortplantingscyclus van de kleine buideleikelmuis lijkt te zijn afgestemd op de locale beschikbaarheid van pollen en nectar, in het bijzonder de bloeitijden van sommige soorten Banksia zoals B. integrifolia in het Wilsons Promontory National Park en bij Fernbrook, nabij Dorrigo in het noorden van New South Wales, en B. spinulosa bij Nar Nar Goon North, ten oosten van Melbourne. Mogelijk is de kleine buideleikelmuis ook een belangrijke bestuiver van andere grootbloemige Myrtaceae en Proteaceae, waaronder Telopea speciosissima. De bloei van Banksia en veel andere plantengemeenschappen wordt ook beïnvloed door het voorkomen van natuurbranden, die op twee manieren gevolgen kunnen hebben voor de populaties van de kleine buideleikelmuis, namelijk brandslachtoffers en hongersnood direct na de brand en overvloedige beschikbaarheid van voedsel als de planten met een overvloedige bloei reageren op de beschikbaarheid van nutriënten, licht en vocht. Er is beperkte informatie over het eetgedrag van de kleine buideleikelmuis. Er zijn dieren in gevangenschap gezien die vliegende motten met hun voorpoten vangen. een bezoek aan een bloeiwijze van B. spinulosa in het wild duurt minder dan 3 minuten. Per plant worden meerdere bloeiwijzen bezocht. Na het voedsel zoeken verzorg het diertje z'n vacht zorgvuldig. In het geval van bloemen, wordt verondersteld dat de daaropvolgende verzorging resulteert in de consumptie van aanzienlijke hoeveelheden stuifmeel.

### Roofdieren
De kleine buideleikelmuis kan ten prooi vallen aan kleine of middelgrote roofdieren. De kerkuil, Australische kerkuil, zwarte kerkuil, blafuil, Stuarts breedvoetbuidelmuis, grote buidelmarter, Tasmaanse duivel, dingo en hond, vos, kat, de slangensoorten Hoplocephalus stephensii en Tropidechis carinatus zijn bekende predatoren van de kleine buideleikelmuis.

## Verspreiding, populatieomvang en bescherming
De kleine buideleikelmuis heeft een groot maar versnipperd verspreidingsgebied in Tasmanië en langs de oostkust van het vasteland van Australië van het uiterste zuidoosten van Queensland, via New South Wales, Australian Capital Territory en Victoria, en in het zuidoosten van Zuid-Australië. Het diertje komt voor van zeeniveau tot ongeveer 1800 m hoogte. De populatiedichtheid variëren van 2,5 tot 20 individuen per hectare. Het leefgebied van individuele dieren is klein en mannetjes gebruiken over het algemeen grotere gebieden dan vrouwtjes. Leefgebieden van individuele dieren kunnen elkaar aanzienlijk overlappen, zowel binnen als tussen de geslachten. Aangenomen wordt dat vrouwtjes een beter territorium bezetten dan mannetjes wat betreft potentiële nestplaatsen en voedselkwaliteit en -kwantiteit. De houtindustrie van Tasmanië vormt een ernstige bedreiging voor deze soort. Branden om de hergroei te bevorderen en kaalkap leiden er toe dat kleine buideleikelmuis in zulke gebieden niet meer voorkomt. De soort wordt beoordeeld als "niet-bedreigd" op de IUCN Rode Lijst van bedreigde dieren van 2015. In New South Wales en Zuid-Australië wordt de kleine buideleikelmuis vermeld als kwetsbaar, en er zijn gegevens die erop wijzen dat het diertje mogelijk kwetsbaar is in Victoria en mogelijk bedreigd in Queensland. In Tasmanië is de status van deze soort slecht bekend en moet verder worden onderzocht. De factoren die het voortbestaan van de kleine buideleikelmuis bedreigen, zijn onder meer geïsoleerde subpopulaties met weinig kans op verspreiding, wat het risico op lokaal uitsterven vergroot, boskap die leidt tot verlies en fragmentatie van leefgebieden, te frequent afbranden van hun leefgebied waardoor nectarproducerende ondergroei verdwijnt, het verlies van nestplaatsen als gevolg van intensieve bosbouw en het verzamelen van brandhout in het verleden, en predatie door vossen en wilde katten.